# (3637) O'Meara
(3637) O'Meara est un astéroïde de la ceinture principale.

## Description
(3637) O'Meara est un astéroïde de la ceinture principale. Il fut découvert le 23 octobre 1984 à la station Anderson Mesa par Brian A. Skiff. Il présente une orbite caractérisée par un demi-grand axe de 2,56 UA, une excentricité de 0,12 et une inclinaison de 14,3° par rapport à l'écliptique.

## Compléments